# Sancho Jani
Sancho Jani (* 12. August 1974) ist ein ehemaliger österreichischer Fußballspieler und nunmehriger -trainer.

## Karriere

### Als Spieler
Jani kam zur Saison 1988/89 in das BNZ Burgenland. Zur Saison 1990/91 wechselte er zum viertklassigen SV Neuberg. Im Jänner 1995 wechselte er zum steirischen Landesligisten TSV Hartberg. Mit Hartberg stieg er am Ende der Saison 1994/95 in die Regionalliga Mitte und dann 1996 direkt weiter in die 2. Division auf. Den Zweitligaaufstieg machte Jani aber nicht mehr mit und er kehrte zur Saison 1996/97 nach Neuberg zurück. Mit den Burgenländern stieg er zu Saisonende in die Regionalliga Ost auf.
Zur Saison 1998/99 wechselte der Stürmer zum Zweitligisten Schwarz-Weiß Bregenz. Dort gab er im Juli 1998 gegen den SV Spittal/Drau sein Zweitligadebüt, beim 3:1-Sieg gegen die Kärntner erzielte er auch direkt sein erstes Tor als Profi. Für Bregenz kam er bis Saisonende in allen 36 Zweitligaspielen zum Einsatz und erzielte dabei fünf Tore, mit den Vorarlbergern stieg er zu Saisonende in die Bundesliga auf. Im Juni 1999 debütierte er dann gegen die SV Ried in der höchsten österreichischen Spielklasse. In seiner ersten und zugleich einzigen Bundesligasaison kam er zu 22 Einsätzen, in denen er drei Tore erzielte.
Zur Saison 2000/01 wechselte Jani zum Zweitligisten SC Untersiebenbrunn. Für die Niederösterreicher kam er in eineinhalb Jahren zu 28 Zweitligaeinsätzen, in denen er acht Tore erzielte. Im Jänner 2002 schloss er sich dem Regionalligisten First Vienna FC an. Nach einem Halbjahr in der Ostliga wechselte der Angreifer zur Saison 2002/03 wieder in die zweite Liga, diesmal zum DSV Leoben. In zweieinhalb Jahren kam er zu 83 Zweitligaeinsätzen für die Steirer, in denen er 16 Tore erzielte. Im Jänner 2005 schloss er sich dem Landesligisten SC Weiz an.
Zur Saison 2005/06 wechselte er zum Regionalligisten Wiener Sportklub. Zur Saison 2006/07 kehrte er zum viertklassigen Neuberg zurück. Zur Saison 2008/09 wechselte er zum Ligakonkurrenten SV Oberwart. Für Oberwart spielte er 19 Mal in der Burgenlandliga. Zur Saison 2009/10 wechselte er eine Liga tiefer zum UFC Markt Allhau, für den er 14 Mal in der II. Liga spielte. Im Jänner 2010 wechselte er zum ebenfalls fünftklassigen USC Pilgersdorf, bei dem er seine Karriere nach 64 Einsätzen nach der Saison 2011/12 beendete.

### Als Trainer
Jani wurde im September 2011 Spielertrainer beim USC Pilgersdorf, bei dem er bis zum Ende der Saison 2010/11 noch Spieler gewesen war. Ab der Saison 2012/13 konzentrierte er sich dann auf seine Trainertätigkeit. Nach fünf Spielzeiten in Pilgersdorf verließ er nach der Saison 2014/15 den Verein. Parallel dazu trat er von 2012 bis 2014 auch als Trainer im Nachwuchsbereich des SV Neuberg in Erscheinung.